# Secretario de Trabajo de los Estados Unidos
El secretario de Trabajo de los Estados Unidos (en inglés: United States Secretary of Labor) es el jefe del Departamento de Trabajo de los Estados Unidos, encargado de controlar el departamento y hacer cumplir y sugerir leyes relacionadas con los sindicatos, el empleo y demás cuestiones relacionadas. El secretario es miembro del gabinete del presidente.
En la línea de sucesión presidencial, se encuentra en el decimoprimer lugar.

## Historia
Anteriormente, había un secretario de Comercio y Trabajo, que dirigía dirigió el departamento de Trabajo junto con el Departamento de Comercio. Desde que los dos departamentos se dividieron en 1913, el Departamento de Comercio ahora está encabezado por un secretario de Comercio.

## Secretarios de Trabajo
Partidos
     Demócrata
     Republicano
| N.º | Imagen         | Nombre                 | Estado de residencia | Inicio                   | Final                    | Presidente        | Presidente            |
| --- | -------------- | ---------------------- | -------------------- | ------------------------ | ------------------------ | ----------------- | --------------------- |
| 1   | Wilson         | William B. Wilson      | Pensilvania          | 6 de marzo de 1913       | 4 de marzo de 1921       |                   | Woodrow Wilson        |
| 2   | Davis          | James J. Davis         | Pensilvania          | 5 de marzo de 1921       | 30 de noviembre de 1930  |                   | Warren G. Harding     |
| 2   | Davis          | James J. Davis         | Pensilvania          | 5 de marzo de 1921       | 30 de noviembre de 1930  | Calvin Coolidge   |                       |
| 2   | Davis          | James J. Davis         | Pensilvania          | 5 de marzo de 1921       | 30 de noviembre de 1930  | Herbert Hoover    |                       |
| 3   | Doak           | William N. Doak        | Virginia             | 9 de diciembre de 1930   | 4 de marzo de 1933       |                   |                       |
| 4   | Perkins        | Frances Perkins        | Nueva York           | 4 de marzo de 1933       | 30 de junio de 1945      |                   | Franklin D. Roosevelt |
| 4   | Perkins        | Frances Perkins        | Nueva York           | 4 de marzo de 1933       | 30 de junio de 1945      | Harry S. Truman   |                       |
| 5   | Schwellenbach  | Lewis B. Schwellenbach | Washington           | 1 de julio de 1945       | 10 de junio de 1948      |                   |                       |
| 6   | Tobin          | Maurice J. Tobin       | Massachusetts        | 13 de agosto de 1948     | 20 de enero de 1953      |                   |                       |
| 7   | Durkin         | Martin P. Durkin       | Maryland             | 21 de enero de 1953      | 10 de septiembre de 1953 |                   | Dwight D. Eisenhower  |
| 8   | Mitchell       | James P. Mitchell      | New Jersey           | 9 de octubre de 1953     | 20 de enero de 1961      |                   | Dwight D. Eisenhower  |
| 9   | Goldberg       | Arthur Goldberg        | Illinois             | 21 de enero de 1961      | 20 de septiembre de 1962 |                   | John F. Kennedy       |
| 10  | Wirtz          | W. Willard Wirtz       | Illinois             | 25 de septiembre de 1962 | 20 de enero de 1969      |                   | John F. Kennedy       |
| 10  | Wirtz          | W. Willard Wirtz       | Illinois             | 25 de septiembre de 1962 | 20 de enero de 1969      | Lyndon B. Johnson |                       |
| 11  | Shultz         | George P. Shultz       | Illinois             | 22 de enero de 1969      | 1 de julio de 1970       |                   | Richard Nixon         |
| 12  | Hodgson        | James D. Hodgson       | California           | 2 de julio de 1970       | 1 de febrero de 1973     |                   | Richard Nixon         |
| 13  | Brennan        | Peter J. Brennan       | Nueva York           | 2 de febrero de 1973     | 15 de marzo de 1975      |                   | Richard Nixon         |
| 13  | Brennan        | Peter J. Brennan       | Nueva York           | 2 de febrero de 1973     | 15 de marzo de 1975      | Gerald Ford       |                       |
| 14  | Dunlop         | John T. Dunlop         | Massachusetts        | 18 de marzo de 1975      | 31 de enero de 1976      |                   |                       |
| 15  | Usery          | William Usery Jr.      | Georgia              | 10 de febrero de 1976    | 20 de enero de 1977      |                   |                       |
| 16  | Marshall       | Ray Marshall           | Texas                | 27 de enero de 1977      | 20 de enero de 1981      |                   | Jimmy Carter          |
| 17  | Donovan        | Raymond J. Donovan     | New Jersey           | 4 de febrero de 1981     | 15 de marzo de 1985      |                   | Ronald Reagan         |
| 18  | Brock          | Bill Brock             | Tennessee            | 29 de abril de 1985      | 31 de octubre de 1987    |                   | Ronald Reagan         |
| 19  | McLaughlin     | Ann Dore McLaughlin    | Distrito de Columbia | 17 de diciembre de 1987  | 20 de enero de 1989      |                   | Ronald Reagan         |
| 20  | Dole           | Elizabeth Dole         | Kansas               | 25 de enero de 1989      | 23 de noviembre de 1990  |                   | George H. W. Bush     |
| 21  | Martin         | Lynn M. Martin         | Illinois             | 22 de febrero de 1991    | 20 de enero de 1993      |                   | George H. W. Bush     |
| 22  | Reich          | Robert Reich           | Massachusetts        | 22 de enero de 1993      | 20 de enero de 1997      |                   | Bill Clinton          |
| 23  | Herman         | Alexis Herman          | Alabama              | 1 de mayo de 1997        | 20 de enero de 2001      |                   | Bill Clinton          |
| 24  | Chao           | Elaine Chao            | Kentucky             | 29 de enero de 2001      | 20 de enero de 2009      |                   | George W. Bush        |
| –   | Radzely        | Howard Radzely         | Pensilvania          | 29 de enero de 2009      | 2 de febrero de 2009     |                   | Barack Obama          |
| –   | Hugler         | Ed Hugler              | Pensilvania          | 2 de febrero de 2009     | 24 de febrero de 2009    |                   | Barack Obama          |
| 25  | Solis          | Hilda Solís            | California           | 24 de febrero de 2009    | 22 de enero de 2013      |                   | Barack Obama          |
| –   | Harris         | Seth Harris            | Nueva York           | 22 de enero de 2013      | 23 de julio de 2013      |                   | Barack Obama          |
| 26  | Perez          | Tom Pérez              | Maryland             | 23 de julio de 2013      | 20 de enero de 2017      |                   | Barack Obama          |
| –   | Hugler         | Ed Hugler              | Pensilvania          | 20 de enero de 2017      | 27 de abril de 2017      |                   | Donald Trump          |
| 27  | Acosta         | Alex Acosta            | Florida              | 28 de abril de 2017      | 19 de julio de 2019      |                   | Donald Trump          |
| –   | Pizzella       | Patrick Pizzella       | Virginia             | 20 de julio de 2019      | 30 de septiembre de 2019 |                   | Donald Trump          |
| 28  | Scalia         | Eugene Scalia          | Virginia             | 30 de septiembre de 2019 | 20 de enero de 2021      |                   | Donald Trump          |
| –   | Stewart        | Al Stewart             | Virginia             | 20 de enero de 2021      | 23 de marzo de 2021      |                   | Joe Biden             |
| 29  | Walsh          | Marty Walsh            | Massachusetts        | 23 de marzo de 2021      | 10 de marzo de 2023      |                   | Joe Biden             |
| –   | Su             | Julie Su               | Wisconsin            | 11 de marzo de 2023      | 20 de enero de 2025      |                   | Joe Biden             |
| –   | Micone         | Vince Micone           |                      | 20 de enero de 2025      | 11 de marzo de 2025      |                   | Donald Trump          |
| 30  | Chavez-DeRemer | Lori Chavez-DeRemer    | California           | 11 de marzo de 2025      | Presente                 |                   | Donald Trump          |